# Culture Beat
Culture Beat — популярный в 1990-е годы немецкий евродэнс-проект, основанный Торстеном Фенслау (нем. Torsten Fenslau). За годы своего существования в коллективе неоднократно менялись участники, однако наибольшей популярности проект достиг в те времена, когда во главе его стояли вокалистка Таня Эванс и рэпер Джей Суприм. При деятельном участии Фенслау были записаны наиболее известные альбомы: Horizon (1991) и Serenity (1993); наиболее известным синглом является хит «Mr. Vain», занявший высшие позиции музыкальных чартов в одиннадцати европейских странах.
Пластинки и диски Culture Beat были распроданы тиражом свыше десяти миллионов экземпляров по всему миру.

## История
Проект Culutre Beat был совместно создан тремя друзьями: Торстеном Фенслау, Йенсом Циммерманном (нем. Jens Zimmermann) и Петером Цвайером (нем. Peter Zweier). В течение одиннадцати лет Фенслау (который первоначально мечтал о том, чтобы стать архитектором) работал диджеем в ночном клубе Франкфурта под названием Дориан Грей (англ. Dorian Gray), и именно в это время он и решил посвятить себя созданию музыки. Дебютный сингл «Der Erdbeermund» стал широко известен во франкфуртской гей-среде

### 1989—1991: Альбом «Horizon»
Первый сингл группы, трек "Der Erdbeermund" с разговорным вокалом на немецком языке Джо ван Нельсена, занял 11-е место в немецком чарте синглов.
Вскоре после этого Culture Beat наняли американского рэпера из Нью-Джерси Джея Суприма и певицу Лану Эрл, которая должна была возглавить группу. В то время как второй сингл «I Like You» занял 22-го место в Нидерландах, их четвертому синглу «No Deeper Meaning» удалось достичь 4-го места в Нидерландах и 3-го места в канадском танцевальном чарте RPM.

### 1993—1994: альбом «Serenity» и всемирная известность
В 1993 году Лану заменила британская певица Таня Эванс, а ее выступление приобрело более жесткий оттенок звучания евроданса. "Mr. Vain" стал их самым большим хитом на сегодняшний день, заняв первое место в 13 странах, включая Германию, Австралию и Великобританию. Это также был их первый массовый хит в Соединенных Штатах, занявший 17-е место в Billboard Hot 100. Сингл был трижды удостоен золотого сертификата в Германии за продажу более 750 000 копий, ему также удалось достичь золотого статуса в нескольких других странах, включая США.
Последующие синглы «Got to Get It» и «Anything» также стали общеевропейскими хитами, а их второй альбом Serenity был награжден премией ECHO как самый продаваемый немецкий альбом за рубежом. Было продано более двух миллионов копий.
В результате успеха Торстен Фенслау был номинирован в том же году на Echo как лучший продюсер года и был признан победителем.
6 ноября 1993 года основатель Culture Beat Торстен Фенслау погиб в автокатастрофе в Месселе (район Дармштадта) в возрасте 29 лет. Его брат Фрэнк взял на себя роль менеджера.

### 1995—1996: альбом «Inside Out»
Группа вернулась в 1995 году с третьим альбомом Inside Out, которому предшествовал сингл с тем же названием "Inside Out", который занял 5 место в Германии и 32 место в Великобритании. Всего с альбома было выпущено четыре сингла. Альбом Inside Out является последним альбомом, выпущенным в составе Джей Суприм и Таня Эванс. Это также первый альбом, продюсером которого не был Торстен Фенслау.

### 1997—1998: смена стиля, состава и альбом «Metamorphosis»
В 1997 году Фрэнк Фенслау решил использовать Culture Beat в другом музыкальном направлении, отклонившись от стиля Eurodance к более коммерческому поп-звучанию. Он также заменил Таню на Ким Сандерс, которая ранее исполнила хит «Impossible» от Captain Hollywood Project. Джей Суприм оставался с группой в течение короткого времени после ухода Тани, но во время записи следующего альбома он решил покинуть группу, и несколько рэп-вокалов на следующем альбоме были спродюсированы рэпером Next Up. Хотя в 1998 году альбому Metamorphosis удалось достичь 12-го места в местном хит-параде, он имел незначительный успех в чартах, поскольку оставался в топ-20 чарта альбомов всего четыре недели и провел в чарте в общей сложности 10 недель.

### 2001-настоящее время: синглы и статус группы
Три года спустя Джеки Сангстер заменила Ким и стала четвертой солисткой группы Culture Beat. Сингл "Insanity" был выпущен в 2001 году и провалился в Германии; однако занял первое место в Израиле.

## Участники группы
- Torsten Fenslau — клавишные, программирование (1989—1993)
- Lana Earl — вокал (1989—1993)
- Jay Supreme — рэп (1989—1998)
- Juergen Katzmann — гитара, клавишные, программирование (1989—1995)
- Jens Zimmermann — клавишные, программирование (1989—1991)
- Peter Zweier — клавишные, программирование (1989—1994)
- Tania Evans — вокал (1993—1997)
- Frank Fenslau — клавишные, программирование (1994-настоящее время)
- Ким Сандерс[англ.] — вокал (1998—1999)
- Jacky Sangster — вокал (2001-настоящее время)

## Дискография
| Студийные альбомы - 1991 — Horizon - 1993 — Serenity - 1994 — The Remix Album - 1995 — Inside Out - 1998 — Metamorphosis - 2003 — Best of Culture Beat | Синглы: - 1989 — «Der Erdbeermund» (feat. Jo Van Nelsen) - 1990 — «I Like You» (feat. Jay Supreme & Lana E.) - 1990 — «Tell Me That You Wait» - 1991 — «No Deeper Meaning» (feat. Jay Supreme & Lana E.) - 1993 — «Anything» - 1993 — «Got to Get It» - 1993 — «Mr. Vain» - 1994 — «World In Your Hands» - 1994 — «Adelante!» - 1994 — «DMC Megamix» - 1995 — «Inside Out» - 1996 — «Crying In the Rain» - 1996 — «Walk the Same Line» - 1996 — «Take Me Away» - 1998 — «Pay No Mind» - 1998 — «Rendez-Vous» - 1998 — «You Belong» - 1998 — «Have Yourself A Mary Little Christmas» - 2001 — «Insanity» - 2003 — «Mr. Vain Recall» - 2004 — «Can’t Go On Like This (No, No)» - 2008 — «Your Love» |